# William Trevor
William Trevor Cox KBE (Mitchelstown, 1928. május 24. –‎ Somerset, 2016. november 20.) William Trevor írói álnéven ismert ír regényíró, dráma- és novellaíró. Az ír irodalmi világ egyik idősebb képviselője, széles körben az egyik legnagyobb kortárs angol nyelvű novellaírónak tartják.
Trevor háromszor nyerte el a Whitbread-díjat, és ötször jelölték a Booker-díjra, legutóbb a Love and Summer (2009) című regényéért, amely 2011-ben a Dublini Nemzetközi Irodalmi Díj jelöltjei közé is bekerült. Nevét az irodalmi Nobel-díjjal kapcsolatban is emlegették. 2008-ban Olaszországban elnyerte a Nemzetközi Nonino-díjat. Trevor 2014-ben az Aosdána keretében a Saoi címmel tüntették ki.
Trevor 1954-től 88 éves korában bekövetkezett haláláig Angliában élt.

## Életrajza
William Trevor Cox néven született az írországi Mitchelstownban, Cork megyében, középosztálybeli, angol-ír protestáns családban. Apja banki tisztviselői munkája miatt többször költözött más vidéki településekre, többek között Skibbereenbe, Tipperaryba, Youghalba és Enniscorthyba.
Több iskolában tanult, többek között a dublini St Columba's College-ban (ahol Oisín Kelly tanította) és a dublini Trinity College-ban, ahol történelem szakon szerzett diplomát. A Trinity College elvégzése után Trevor Cox néven szobrászként dolgozott, jövedelmét tanítással egészítette ki.
1952-ben feleségül vette Jane Ryant, és Angliába emigrált, ahol tanárként, szobrászként, majd egy reklámügynökségnél szövegíróként dolgozott. Ez idő alatt született meg feleségével az első fiuk. 1952-ben művészeti tanár lett a Rugby melletti Bilton Grange-ben, egy előkészítő iskolában. Trevor több templom számára kapott megbízást domborművek faragására, többek között a northamptonshire-i Braunstonban található All Saints templom számára. 1956-ban Somersetbe költözött, ahol szobrászként dolgozott, és templomok számára végzett megbízásokat. A fafaragást 1960-ban hagyta abba.
Első regénye, A Standard of Behaviour 1958-ban jelent meg (a londoni Hutchinson kiadó gondozásában), de kevés kritikai sikert aratott. Később megtagadta ezt a művét, és a The Irish Timesban megjelent nekrológja szerint „elutasította, hogy újra kiadják.” Valójában 1982-ben és 1989-ben újra kiadták.
1964-ben, 36 évesen megkapta a Hawthornden-díjat a The Old Boys című regényéért. Ez a siker arra ösztönözte Trevort, hogy főállású író legyen.
1971-ben családjával Londonból a délnyugat-angliai Devonba költözött, először Dunkeswellbe, majd 1980-ban Shobrooke-ba, ahol haláláig élt. Annak ellenére, hogy élete nagy részét Angliában töltötte, „minden ízében írnek” tartotta magát.
William Trevor 2016. november 20-án békésen, álmában hunyt el, életének 88. évében.

## Művei és témái
Elbeszélésgyűjteményeket írt, amelyek jó fogadtatásban részesültek. Novellái gyakran Csehov mintáját követik. Trevor műveinek szereplői jellemzően a társadalom perifériára szorult tagjai: gyerekek, idősek, egyedülálló középkorú férfiak és nők vagy boldogtalan házasok. Azok, akik nem tudják elfogadni életük valóságát, saját alternatív világokat teremtenek, amelyekbe visszavonulnak. A történetek egy része gótikus elemeket használ a gonosz természetének és az őrülettel való kapcsolatának feltárására. Trevor elismerte James Joyce hatását novelláira, és „a hamuszag, az öreg gaz és a belsőségek szaga” érezhető a műveiben, de az összbenyomás nem a komorság, hiszen – különösen korai műveiben – a szerző fanyar humora a világ tragikomikus változatát kínálja az olvasónak. Műveinek nagy részét színpadra, televízióra és rádióra adaptálta. A Fools of Fortune (A szerencse bolondjai) című művéből 1990-ben Pat O'Connor rendezésében film készült, majd 1999-ben a Felicia's Journey című művet Atom Egoyan rendezésében megfilmesítették.
Trevor történetei Angliában és Írországban játszódnak; a fekete komédiáktól az ír történelemre és politikára épülő történetekig terjednek. Közös téma a protestáns (általában ír egyházi) földbirtokosok és a katolikus bérlők közötti feszültség. Korai könyveiben különcök élnek, akik pedánsan formális módon beszélnek, és fergetegesen komikus tevékenységeket folytatnak, amelyeket egy távolságtartó elbeszélő hang mesél el. A regényekben egyetlen központi figura helyett több, azonos fontosságú főszereplő szerepel, akiket egy intézményi környezet köt össze, amely az egyéni történeteik konvergenciapontjaként működik. A későbbi regények tematikailag és technikailag összetettebbek. A kegyelem működését vizsgálják a világban, és több elbeszélői hangot használnak ugyanazon események különböző nézőpontokból való szemlélésére. A megbízhatatlan elbeszélők és a különböző nézőpontok a modern élet töredezettségét és bizonytalanságát tükrözik. Trevor Fools of Fortune és a The Story of Lucy Gault című regényeiben is a „nagy ház” hanyatló intézményét vizsgálta.

## Díjak és kitüntetések
Trevor az Ír Irodalmi Akadémia és az Aosdána tagja volt. 1977-ben „az irodalomért tett szolgálataiért” tiszteletbeli CBE kitüntetést kapott, 1994-ben pedig a Companion of Literature tagjává avatták. In 2002 he received an honorary KBE in recognition of his services to literature.  He won the 2008 International Nonino Prize in Italy.
Trevort ötször jelölték Booker-díjra, 1970-ben, 1976-ban, 1991-ben és 2002-ben került a szűkített listára, 2009-ben pedig a hosszú listára. Háromszor nyerte el a Whitbread-díjat, egyszer pedig a Hawthornden-díjat.
2002 óta, amikor a nem amerikai szerzők is pályázhattak az O. Henry-díjra, Trevor négyszer nyerte el a díjat: a Sacred Statues (2002), a The Dressmaker's Child (2006), a The Room (2007), amely a zsűri egyik kedvence volt abban az évben, és a Folie à Deux (2008) című novelláiért.
Trevor 2011-ben a Dublini Nemzetközi Irodalmi Díj jelöltjei közé került.

### Irodalmi nyertes/jelölt
- 1965: Hawthornden Prize for The Old Boys[31]
- 1970: Mrs. Eckdorf in O'Neill's Hotel was shortlisted for the Booker Prize[32]
- 1975: Royal Society of Literature for Angels at the Ritz and Other Stories
- 1976: Whitbread Award for The Children of Dynmouth
  - Allied Irish Banks Prize for fiction
  - Heinemann Award
  - Shortlisted for the Booker Prize
- 1980: Giles Cooper Award for Beyond the Pale
- 1982: Giles Cooper Award for Autumn Sunshine
- 1982: Jacob's Award for TV adaptation of The Ballroom of Romance
- 1983: Whitbread Prize for Fools of Fortune
- 1991: Reading Turgenev was shortlisted for the Booker Prize
- 1994: Whitbread Prize Best Novel for Felicia's Journey
- 1999: David Cohen Prize by the Arts Council England in recognition of his work.
- 2001: Irish Literature Prize
- 2002: Irish PEN Award[33]
- 2002: The Story of Lucy Gault was shortlisted for the Booker Prize and the Whitbread Book Award
- 2003: Kerry Group Irish Fiction Award at the Listowel(wd) Writers' Week
- 2008: Bob Hughes Lifetime Achievement Award in Irish Literature

## Hagyatékok
Szülőhelyén, Mitchelstownban 2004. augusztus 25-én emlékművet avattak William Trevor emlékére. Liam Lavery és Eithne Ring bronzszobra egy pulpitus formájú, nyitott könyvvel, amely az író képét és egy idézetet, valamint három Whitbread-díjas művének címét és két másik jelentős művét tartalmazza.
2008. május 23-án, 80. születésnapjának előestéjén Louis McRedmond leleplezte az emléktáblát, amely azt a Mitchelstown-i Upper Cork Street-i házat jelzi, ahol Trevor született.

## Bibliográfia

### Regények és novellák
- A Standard of Behaviour (Hutchinson, 1958)
- The Old Boys  (The Bodley Head, 1964)
- The Boarding House (The Bodley Head, 1965)
- The Love Department (The Bodley Head, 1966)
- Mrs. Eckdorf in O'Neill's Hotel (The Bodley Head, 1969)
- Miss Gomez and the Brethren (The Bodley Head, 1971)
- Elizabeth Alone (The Bodley Head, 1973)
- The Children of Dynmouth  (The Bodley Head, 1976)
- Other People's Worlds (The Bodley Head, 1980)
- Fools of Fortune (The Bodley Head, 1983)
- Nights at the Alexandra (Hutchinson, 1987)
- The Silence in the Garden (The Bodley Head, 1988)
- Two Lives (the two novellas Reading Turgenev and My House in Umbria) (Viking Press, 1991)
- Felicia's Journey (Viking, 1994)
- Death in Summer (Viking, 1998)
- The Story of Lucy Gault (Viking, 2002)
- Love and Summer (Viking, 2009)
- The Dressmaker's Child (Penguin Books)

### Novellagyűjtemények
- The Day We Got Drunk on Cake and Other Stories (The Bodley Head, 1967)
- The Ballroom of Romance and Other Stories (The Bodley Head, 1972)
- The Last Lunch of the Season (Covent Garden Press, 1973)
- Angels at the Ritz and Other Stories (The Bodley Head, 1975)
- Old School Ties (Lemon Tree Press, 1976)
- Lovers of their Time (The Bodley Head, 1978)
- The Distant Past (Poolbeg Press, 1979)
- Beyond the Pale (The Bodley Head, 1981)
- The Stories of William Trevor (Penguin, 1983)
- The News from Ireland and Other Stories (The Bodley Head, 1986)
- Family Sins and Other Stories (The Bodley Head, 1989)
- Outside Ireland: Selected Stories (Viking, 1992)
- The Collected Stories (Viking, 1992; Penguin, 1993, 2003)
- After Rain (Viking, 1996)
- Cocktails at Doney's (Bloomsbury Classics, 1996)[34]
- The Hill Bachelors (Viking, 2000) ISBN 978-0141002170
- A Bit On the Side (Viking, 2004) ISBN 978-0143035916
- Cheating at Canasta (Viking, 2007) ISBN 978-0670018376 [35]
- Bodily Secrets (Penguin Great Loves, 2007; new selection of stories from earlier collections) ISBN 978-0141033235
- The Collected Stories (Viking, 2009) ISBN 978-0140232455.
- Selected Stories (Viking, 2010), listed as "the second volume of his collected stories" ISBN 978-0-670-02206-9.
- Last Stories (Viking, 2018)

### Kisregény
- The third party (1986, The New Yorker, Vol. 62, no. 8. pp. 35–44.)
- The women (2013, The New Yorker)

### Dráma
- Out of the Unknown: "Walk's End" (1966)
- Play for Today: O Fat White Woman (1971,[36] adaptation from short story)
- The Old Boys (Davis-Poynter, 1971)
- A Night with Mrs da Tanka (Samuel French Ltd, 1972)
- Going Home (Samuel French, 1972)
- Marriages (Samuel French, 1973)
- The Ballroom of Romance (Pat O’Connor, 1982)
- Going Home (Samuel French, 1972)

### Gyermekkönyvek
- Juliet's Story (The O'Brien Press, Dublin, 1991)
- Juliet's Story (Bodley Head, 1992)

### Non-fiction
- A Writer's Ireland: Landscape in Literature (Thames & Hudson, 1984)
- Excursions in the Real World: memoirs (Hutchinson, 1993)

### Szerkesztőként
- The Oxford Book of Irish Short Stories (Oxford University Press, 1989)

### Magyarul
- Szerelmi ügyosztály (The Love Department) – Kriterion, Bukarest, 1981 · fordította: Gombos László
- Balvégzet bolondjai (Fools of Fortune) – Magvető, Budapest, 1987 · ISBN 9631411052 · fordította: Rakovszky Zsuzsa

## Fordítás
- Ez a szócikk részben vagy egészben  a   William Trevor című angol Wikipédia-szócikk fordításán alapul.  Az eredeti cikk szerkesztőit annak laptörténete sorolja fel. Ez a jelzés csupán a megfogalmazás eredetét és a szerzői jogokat jelzi, nem szolgál a cikkben szereplő információk forrásmegjelöléseként.